# Vilhelm II av Holland
Vilhelm II av Holland, född 1228, död den 28 januari 1256, var greve av Holland och Zeeland. Han var sonson till greve Vilhelm I av Holland, son till Floris IV och Mechtild av Brabant, far till efterträdaren Floris V. 
Vilhelm efterträdde 1234 sin far i grevskapet, vars styrelse han 1242 övertog. Efter Henrik Raspes död valdes han av furstarna i Rhenlanden 1247 på påve Innocentius IV:s initiativ till tysk motkung gentemot kejsar Fredrik II. Han kröntes i Aachen 1248, men först efter kung Konrad IV:s död 1254 erkändes han allmänt som kung i hela Tyskland. Han dödades under ett fälttåg i Friesland.